# Platypalpus palavensis
Platypalpus palavensis är en tvåvingeart som beskrevs av Chvala 1989. Platypalpus palavensis ingår i släktet Platypalpus och familjen puckeldansflugor. Inga underarter finns listade i Catalogue of Life.